# Skagens Museum

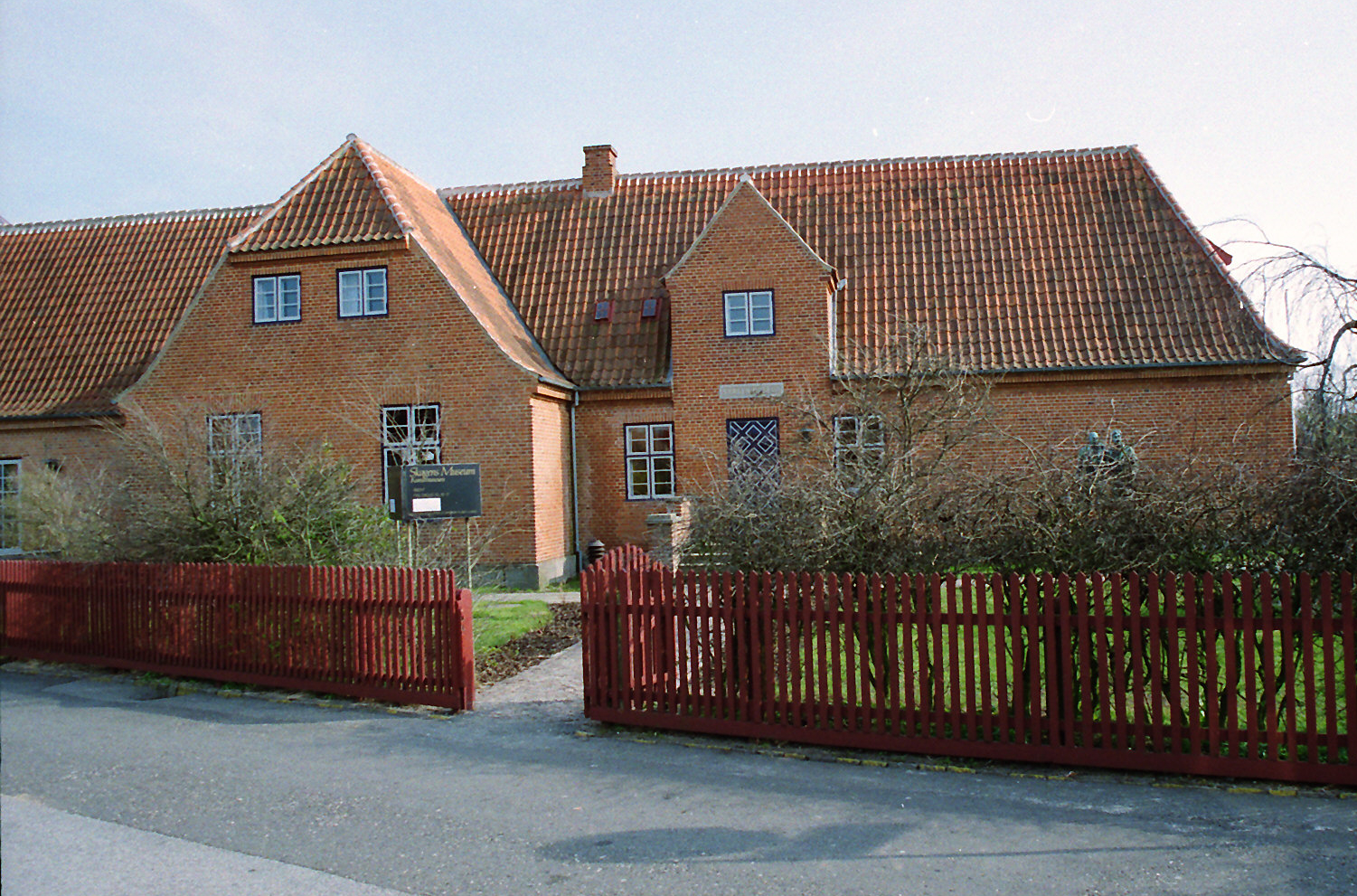
Skagens Museum

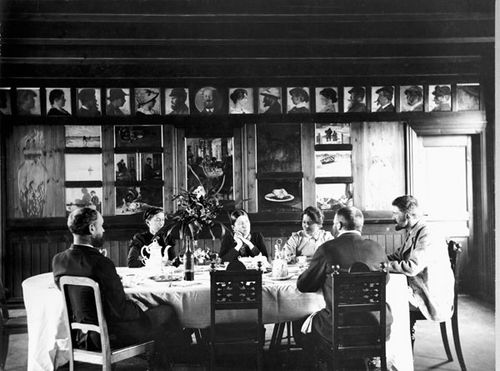
De eetkamer van Brøndums Hotel, trefpunt van de Skagenschilders, heropgebouwd in het museum. Bovenin is een deel van de portrettengalerij te zien.

Skagens Museum is een kunstmuseum te Skagen op het noordelijkste punt van Jutland in Denemarken. Het museum herbergt een grote collectie schilderijen van de Skagenschilders, een kunstenaarskolonie die er vanaf eind jaren 1870 tot in de eerste decennia van de twintigste eeuw actief was. Belangrijke exponenten waren Michael Ancher, zijn vrouw Anna en Peder Severin Krøyer. In het museum zijn de eetkamer en tuin van Brøndums Hotel, het trefpunt van de Skagenschilders, in hun oorspronkelijke staat heropgebouwd.

## Historie
Eind jaren 1870 ontstond in Skagen, de noordelijkste plaats in Denemarken, een kunstenaarskolonie, die gaandeweg zou uitgroeien tot het belangrijkste centrum van de Scandinavische schilderkunst aan het einde van de negentiende eeuw: de Skagenschilders. Voortrekker was Michael Ancher, later samen met zijn vrouw Anna. Andere belangrijke leden waren Laurits Tuxen, Viggo Johansen, Carl Locher, Karl Madsen, Fritz Thaulow en Holger Drachmann. In eerste instantie schilderden de meeste leden in een realistische stijl, maar nadat Peder Severin Krøyer in 1882 vanuit Parijs in Skagen kwam werken, later samen met zijn vrouw Marie, schakelden de meesten over op het door hem geïntroduceerde impressionisme. De Skagenschilders werden geroemd vanwege hun weergave van de complexe effecten van het licht, dat op het eiland met name in de zomerperiode zeer intens kon zijn.
De Anchers, Krøyer en Tuxen startten in 1908 een stichting die tot doel had zo veel mogelijk kunstwerken die in Skagen gemaakt waren ook daar te verzamelen en bewaren. Mede dankzij schenkingen ontstond zo een aanzienlijke verzameling, die voor een belangrijk deel kwam te hangen in de eetzaal van Brøndums Hotel, een belangrijk trefpunt van de Skagenschilders. Het hotel bleek snel te klein, maar in 1928 kon dankzij schenkingen een nieuw, door architect Ulrik Plesner ontworpen gebouw worden betrokken, vlak bij het hotel. Hoteleigenaar Degn Brøndum, de broer van Anna, schonk daarbij de complete inrichting van de eetzaal, de plek waar de kunstenaars jarenlang bijeenkwamen. Deze zaal werd in haar oorspronkelijke staat weer opgebouwd in het museum. Hetzelfde gebeurde met de tuin.
Het Skagen Museum heeft heden ten dage een internationale reputatie. Met name de grote portrettengalerij van de Skagense schilders is vermaard, maar ook het museum als zodanig kan als bijzonder worden gezien. Zoals heel Skagen in de loop van de vorige eeuw nog maar weinig is veranderd, geeft het betreden van het museum ook de bezoeker het idee terug te stappen in de tijd. De relatie tussen kunst en object kan aldus op een directe wijze worden ervaren.

## Uit de collectie

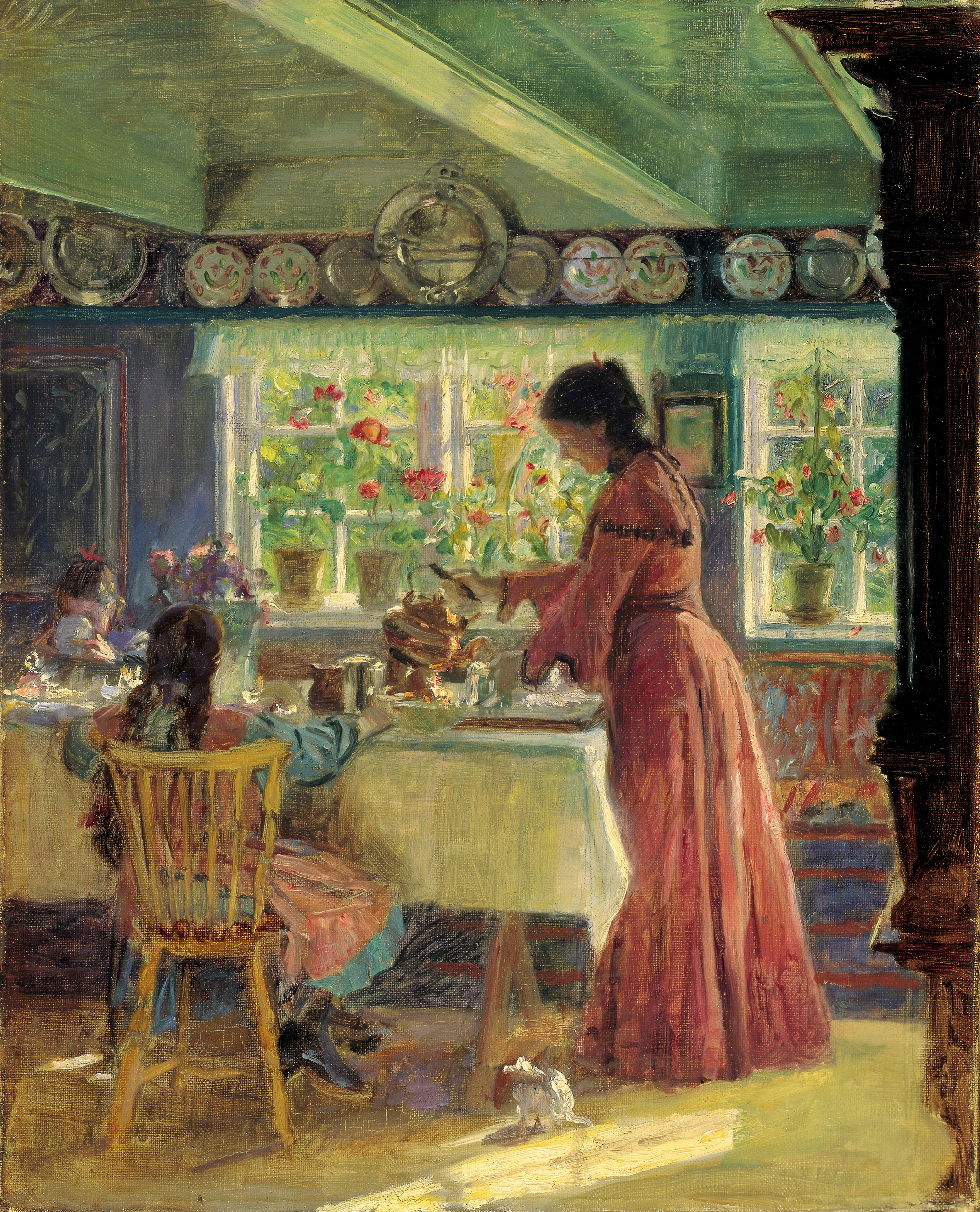
De ochtendkoffie inschenken, Laurits Tuxen
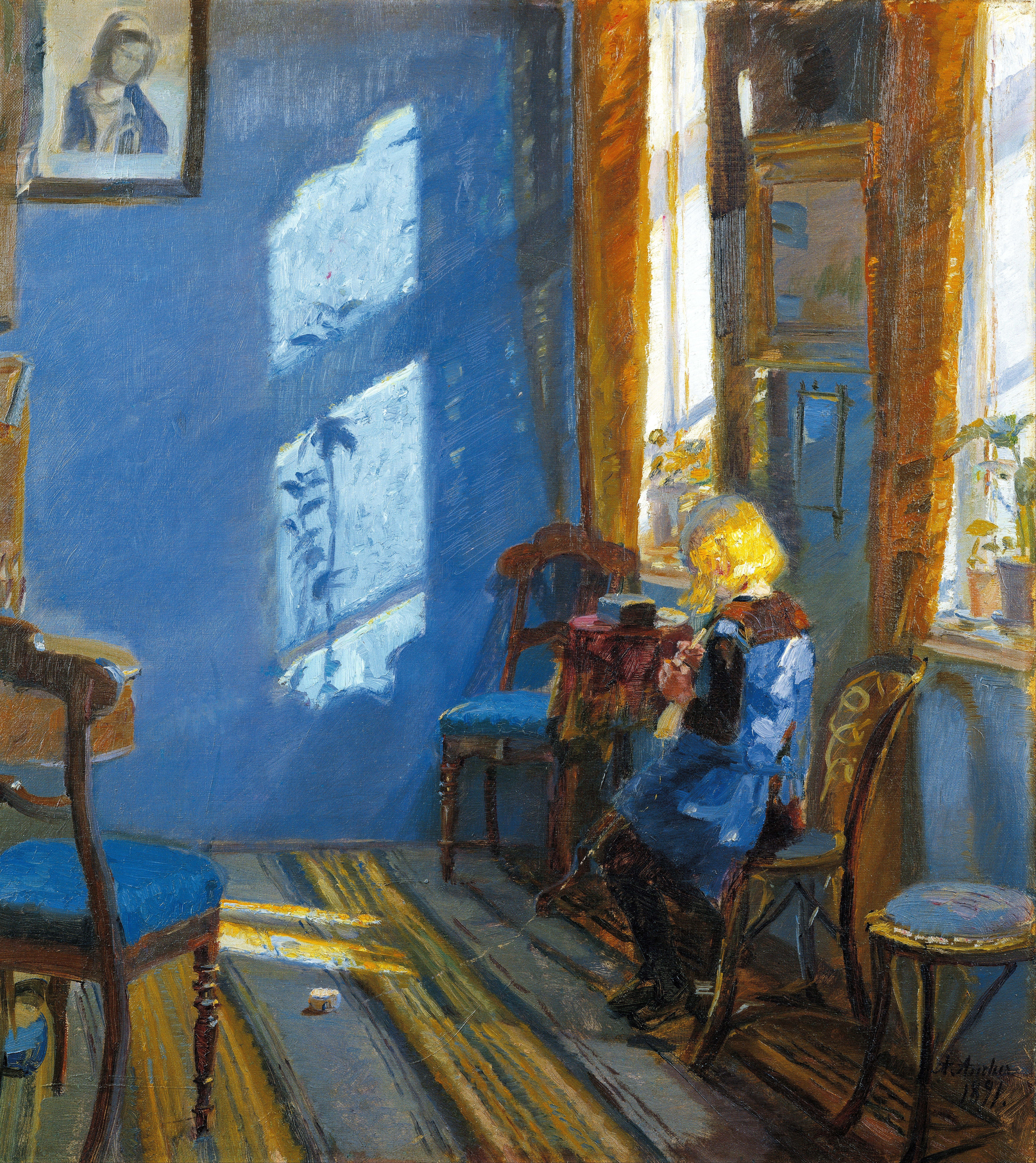
Zonlicht in de blauwe kamer, Anna Ancher
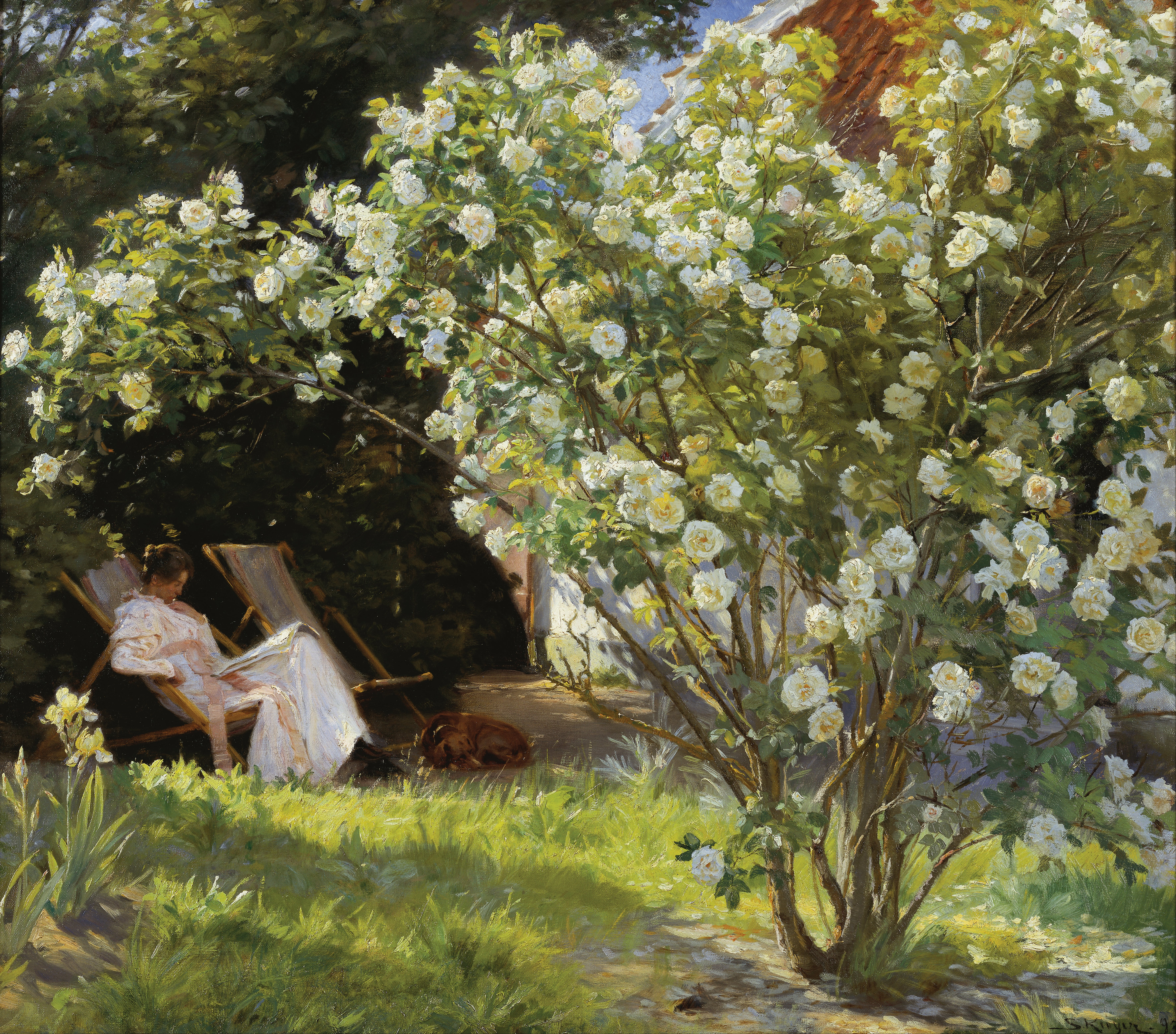
Rozen, P.S. Krøyer
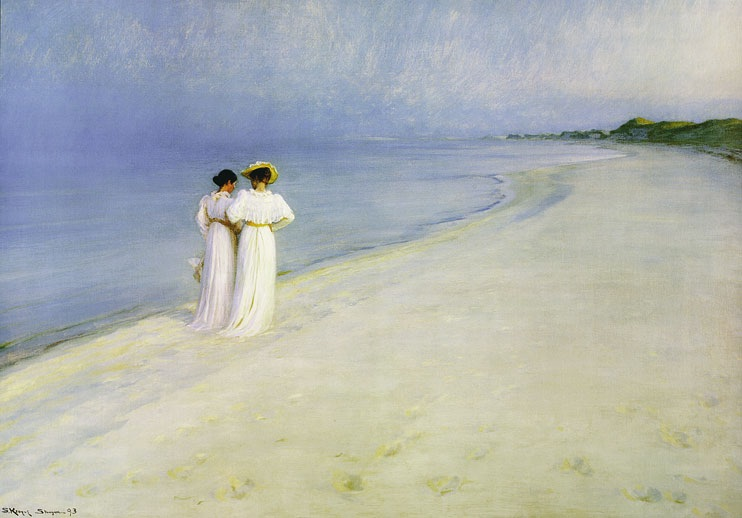
Zomeravond aan het Zuidstrand van Skagen, P.S. Krøyer
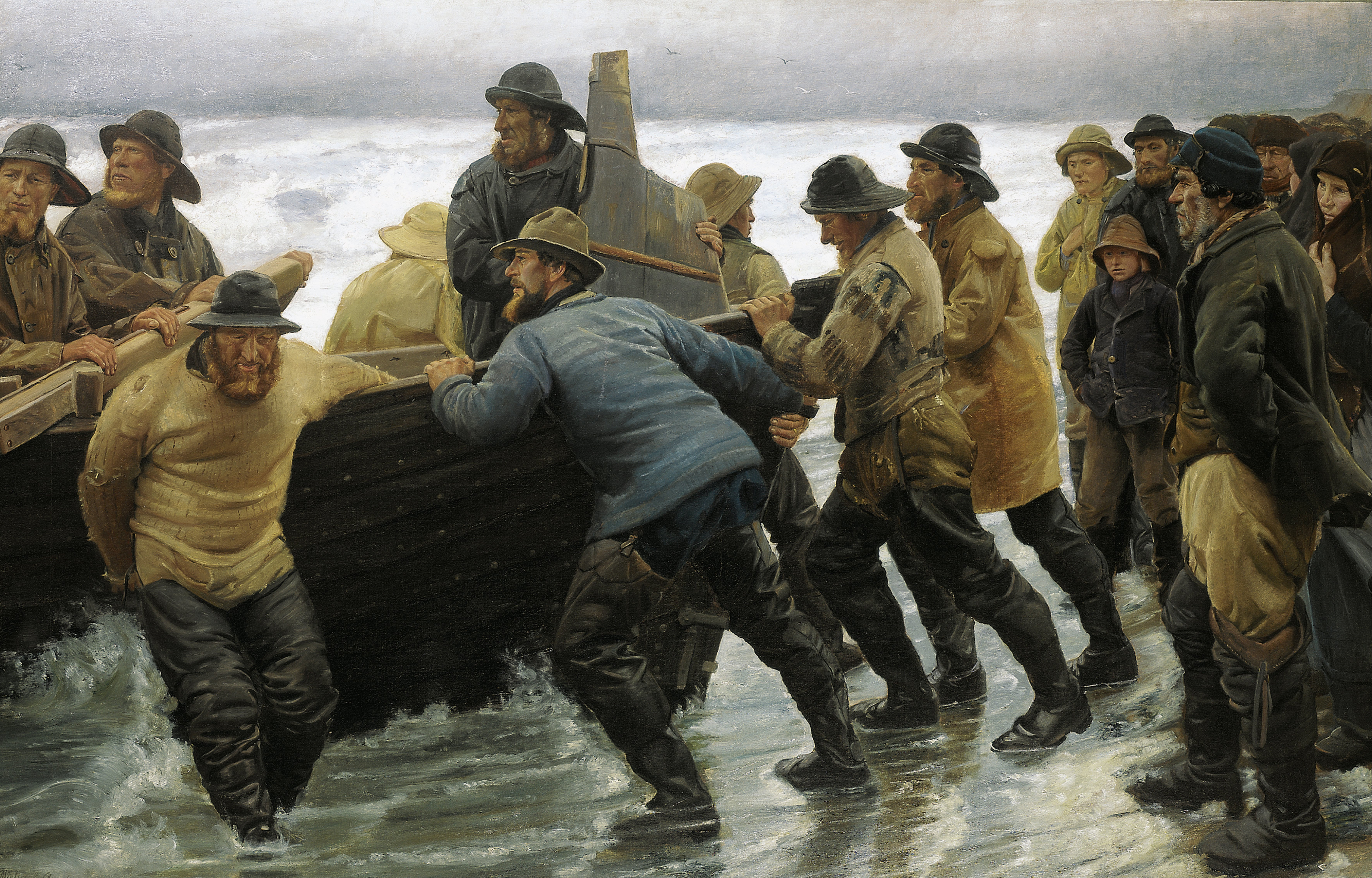
Vissers zetten een roeiboot te water, Michael Ancher
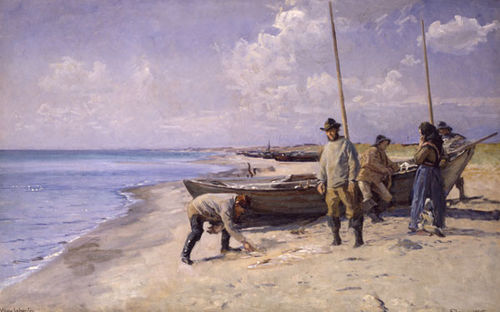
De vangst wordt verdeeld, Viggo Johansen
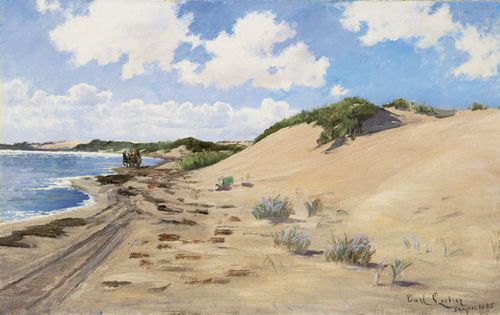
De postkoets, Carl Locher
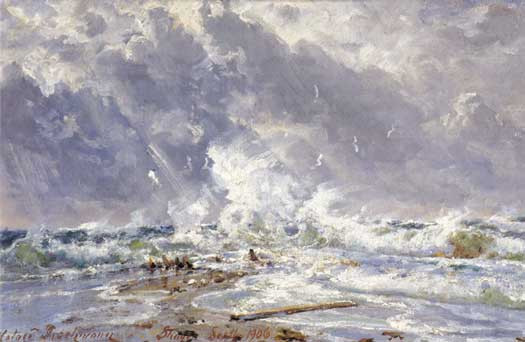
De onstuimige zee, Holger Drachmann